# Mirjana Joković
Pour les articles homonymes, voir Joković.
Mirjana Joković (en serbe : Мирјана Јоковић), née le 24 novembre 1967 à Belgrade (alors en Yougoslavie) est une actrice serbe. 

## Biographie
Mirjana Joković a joué tant au cinéma qu'au théâtre. Elle est surtout connue pour le rôle de Natalija Zovkov dans le film d'Emir Kusturica Underground (1995). En 1989 elle remporte la Coquille d'argent de la meilleure actrice pour son interprétation d'Estela dans Eversmile, New Jersey,. Elle est aussi co-productrice de El camino del sur (1988).

## Filmographie

### Cinéma
- 1979 : Poslednja trka de Jovan Rancic : Zrna
- 1982 : Tesna koza de Milivoje 'Mica' Milosevic : Ucenica (non créditée)
- 1984 : Kamiondzije opet voze de Milo Djukanovic : petite-fille de Jaret
- 1989 : Eversmile New Jersey
- 1994 : Vukovar, poste restante (Вуковар, једна прича, Vukovar, jedna priča) de Boro Drašković

### Télévision
- 1980 : Poslednja trka, série télévisée de Jovan Rancic
- 1983 : Poslednje sovuljage i prvi petli de Zdravko Sotra : Ivana
- 1984 : Kamiondzije 2, série télévisée de Milo Djukanovic : petite-fille de Jaret
- 1986 : Sivi dom de Darko Bajic : Kalifornija

## Récompenses
| Année | Festival                                            | Catégorie                                 | Film                                                |
| ----- | --------------------------------------------------- | ----------------------------------------- | --------------------------------------------------- |
| 1989  | Festival international du film de Saint-Sébastien   | Coquille d'argent de la meilleure actrice | Eversmile, New Jersey                               |
| 1990  | Festival du film de Pula                            | Golden Arena for Best Actress (en)        | Granica                                             |
| 1997  | Cottbus Film Festival of Young East European Cinema | Meilleure actrice, Honorable mention      | Tri letnja dana (littéralement : Trois jours d'été) |